# نمر هندي
النمر الهندي (الاسم العلمي: Panthera pardus fusca) نويع من النمور كان إلى وقت قريب ينتشر على نطاق واسع في شبه القارة الهندية. في 2008 أُدرج في قائمة الأنواع القريبة من خطر الانقراض بسبب عمليات الصيد الجائر للإتجار بجلودها وأجزاء أخرى من جسمها، وعمليات الاستيلاء على أراضيها. أصبحت نادرة جدًا خارج المناطق المحمية.